# Donacia marginata
Donacia marginata là một loài bọ cánh cứng trong họ Chrysomelidae. Loài này được Hoppe miêu tả khoa học năm 1795.

## Hình ảnh

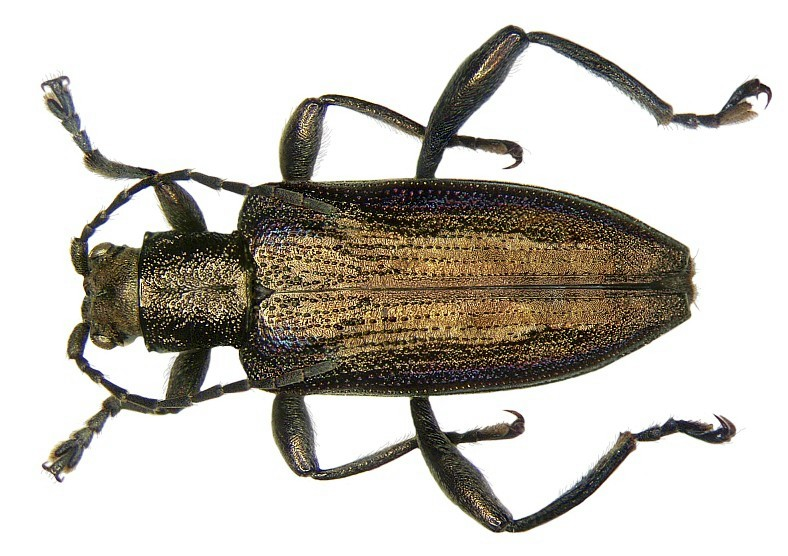
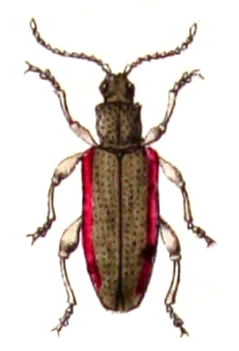